# Elaphoglossum andreanum
Elaphoglossum andreanum är en träjonväxtart som beskrevs av Christ. Elaphoglossum andreanum ingår i släktet Elaphoglossum och familjen Dryopteridaceae. Inga underarter finns listade.